# Jean-Nicolas Buache
Jean-Nicolas Buache (La Neuville-au-Pont, 15 de fevereiro de 1741 — Paris, 21 de novembro de 1825) foi um geógrafo francês.
Diretor do Arquivo de Mapas da Marinha, foi o último especialista a levar o título de "primeiro geógrafo do rei" (seu tio, Philippe Buache, também foi geógrafo do rei).
Está sepultado no Cemitério do Père-Lachaise (Divisão 21).